# Самый счастливый сезон
«Са́мый счастли́вый сезо́н» (англ. Happiest Season) — американская рождественская комедийная драма режиссёра Клеи Дюваль, снятая по сценарию Дюваль и Мэри Холланд. В главных ролях: Кристен Стюарт и Маккензи Дэвис.
Премьера фильма в США состоялась 25 ноября 2020 года на стриминговом сервисе Hulu. Лауреат премии GLAAD Media Award в категории «Выдающийся фильм — широкий прокат».

## Сюжет
Эбби Холланд и Харпер Колдуэлл - пара, которая встречается уже почти год. Эбби не любит Рождество с тех пор, как умерли ее родители, поэтому Харпер неожиданно приглашает ее отпраздновать праздники с ее семьей в ее родном городе. Эбби видит в этом прекрасную возможность представиться родителям Харпер и сделать ей предложение рождественским утром. Однако по дороге к Колдуэллам Харпер признается, что солгала о том, что уже призналась родителям в своей ориентации, опасаясь, что это помешает кампании ее отца по выборам мэра. Она обещает признаться своей семье после Рождества, но просит Эбби притвориться ее гетеросексуальной соседкой по комнате на праздники, на что та неохотно соглашается.
У Колдуэллов Эбби знакомится с отцом Харпер, Тедом, ее матерью-перфекционисткой Типпер и сестрой-художницей Джейн. Семья приветствует ее как «друга-сироту» Харпер, которой больше некуда пойти на Рождество. Эбби вскоре становится не по себе, особенно когда она знакомится с бывшими Харпер, Коннором и Райли. Она также начинает сомневаться, как много она знает о своей девушке, когда видит завышенные ожидания Теда и Типпер и сопернические отношения Харпер с ее старшей сестрой Слоан.
Тед пытается убедить возможного спонсора из городского совета внести свой вклад в его кампанию, которую Эбби невольно ставит под угрозу, когда дети Слоан кладут неоплаченное ожерелье в ее сумку во время похода в торговый центр. Считая ее воровкой, Тед и Типпер считают, что будет лучше, если они будут держать Эбби подальше от предстоящих общественных мероприятий. Когда Эбби начинает чувствовать себя еще более чужой, она узнает от Райли, что Харпер публично отрицала свою сексуальную ориентацию еще со школы, что заставляет ее беспокоиться об их будущем.
На ежегодной рождественской вечеринке Колдуэллов Эбби, уставшая от своего положения, испытывает облегчение, когда за ней приезжает ее лучший друг Джон. Харпер наедине умоляет ее остаться, и когда они собираются поцеловаться, их замечает Слоан, которая готовится рассказать об их отношениях всей семье. Однако выясняется, что у Слоан тоже есть свой секрет: она и ее муж Эрик разводятся. Сестры ввязываются в публичную драку, которая заканчивается тем, что Слоан выставляет Харпер лесбиянкой, что Харпер пытается отрицать. Убитая горем, Эбби выходит из дома, Джон следует за ней, и они вдвоем рассказывают о своих историях признания своим семьям: родители Эбби были любящими и принимающими, в то время как отец Джона выгнал его из дома и не разговаривал с ним в течение тринадцати лет. Джон напоминает Эбби, что каминг-аут может быть пугающим для геев, но это не имеет ничего общего с любовью Харпер к ней.
Осознав, что страх быть отвергнутой заставил ее причинить боль Райли и может привести к потере Эбби, Харпер подтверждает своим родителям, что она лесбиянка. Это вдохновляет Слоан раскрыть и свой секрет, и даже Джейн рассказывает родителям, какой заброшенной она чувствовала себя все эти годы. Позже Типпер рассказывает Теду о том, какую эмоциональную боль испытали их дочери из-за родительского выбора. Харпер отправляется за Эбби, чтобы извиниться, признавшись, что по-настоящему любит ее и хочет построить с ней совместную жизнь. Тронутая и ободренная Джоном, Эбби прощает ее, и они целуются.
На следующее утро Тед извиняется перед дочерьми за то, что заставил их почувствовать, что они всегда должны соответствовать его стандартам совершенства. Позже ему звонит спонсор кампании, который обещает поддержать его, только если Харпер не раскроет никаких подробностей о своей личной жизни. Тед отклоняет предложение. Затем Колдуэллы делают семейную фотографию, на этот раз вместе с Эбби.
Год спустя Эбби и Харпер обручились, Джейн стала автором бестселлера в жанре фэнтези «Призрачные мечтатели», а Тед победил на выборах мэра. В канун Рождества семья отправляется в кино на фильм «Эта замечательная жизнь». Глава фильм начинается, Эбби и Харпер с любовью улыбаются друг другу.

## В ролях
- Кристен Стюарт — Эбби, девушка Харпер
- Маккензи Дэвис — Харпер, девушка Эбби
- Элисон Бри — Слоан, старшая сестра Харпер
- Обри Плаза — Райли, бывшая девушка Харпер
- Дэн Леви — Джон, лучший друг Эбби
- Мэри Холланд — Джейн, старшая сестра Харпер
- Виктор Гарбер — Тед, отец Харпер
- Мэри Стинберджен — Типпер, мать Харпер
- Ана Гастейер — Хэрри Левин, потенциальный спонсор
- Джейк Макдорман — Коннор, бывший парень Харпер
- Берл Моусли — Эрик, муж Слоан
- Сарайю Блю — Кэролайн Маккой
- Клеа Дюваль — эпизод

## Съёмки
Съёмочный период начался 21 января 2020 года в Питтсбурге и завершился 28 февраля 2020 года — незадолго до того, как индустрия кино приостановила свою деятельность из-за пандемии COVID-19.

## Отзывы
Фильм получил в основном положительные отзывы кинокритиков. На сайте Rotten Tomatoes рейтинг фильма составляет 82 % на основе 206 рецензий, со средней оценкой 6,8/10. Консенсус критиков гласит: «Весёлое времяпрепровождение, душевные актёрские работы и более чем достаточное праздничное настроение; всё, что вам нужно на Рождество, — это „Самый счастливый сезон“». На сайте Metacritic рейтинг фильма составляет 69 баллов из 100, основанный на 31 отзыве.

## Возможный сиквел
В декабре 2020 года Дюваль заявила: «Я бы с удовольствием сделала продолжение. То есть, у меня есть пара идей. Мы все так здорово провели время, снимая фильм, что уже тогда говорили об этом. Но это также было похоже на то, кто знает, будет ли кому-нибудь интересен фильм или нет? Так что я определённо более чем открыта для этого».